# Dziadziuś (film)
Dziadziuś (cz. Nezlobte dědečka) – czechosłowacki film komediowy z 1934 w reżyserii Karela Lamača. 

## Obsada
- Vlasta Burian jako Eman Vovísek / wujek Jonathan
- Čeněk Šlégl jako Adolf Daněk
- Adina Mandlová jako Liduška Daňková, żona Adolfa
- Hana Vítová jako sekretarka Josefínka
- Václav Trégl jako służący
- Jan W. Speerger jako ogrodnik
- Theodor Pištěk jako wujek Hanibal
- Mariana Hellerová jako ciocia Matylda
- Jaroslav Marvan jako dr Karner, psychiatra
- Ljuba Hermanová jako tancerka Káťa
- Karel Postranecký jako amerykański urzędnik konsularny
- Václav Menger jako wariat „Krzysztof Kolumb”
- Eduard Šimáček jako wariat „metoeorolog”
- Jiří Hron jako wariat z knedlami wątrobianymi
- Jarka Pižla jako gość w gospodzie
- František Černý jako oberżysta
- Mario Karas jako właściciel sklepu odzieżowego

## Źródła
- Dziadziuś w bazie IMDb (ang.)
- Dziadziuś w bazie Filmweb
- Nezlobte dědečka w bazie Kinobox.cz (cz.)
- Nezlobte dědečka. w bazie ČSFD.cz. (cz.).
- Nezlobte dědečka. w bazie FDb.cz. (cz.).